# LGV-Frischgemüse
LGV-Frischgemüse er et andelsselskab grundlagt i 1946 i Wien og er den største virksomhed i Østrig inden for grønsagsindustrien.
LGV-Frischgemüse får leveret grønsager fra omkring 350 gartnere fra Wien, Niederösterreich og Burgenland. Dette bliver årligt omkring 50.000 ton grøntsager, der derefter bliver sendt ud til filialer i forskellige østrigske detailvirksomheder REWE, SPAR, Hofer og Adeg, men også til store markeder i Wien, som Naschmarkt og Viktor-Adler-Markt. Alt efter sæson kan LGV-Frischgemüse forsyne Østrig med optil 56% af efterspørgslen på friske grøntsager og selve Wien med op til 70%. Eksportandelen er dog lille og foregår primært mod Tyskland (Stuttgart, Berlin, Leipzig).